# Liste der Grafen von Armagnac
Grafen von Armagnac waren:
Haus Armagnac:

Ursprüngliches Wappen der Grafen von Armagnac

- 960–995: Bernard I. le Louche (Graf von Armagnac)
- 995–1020: Géraud I. Tranacléon Sohn (Graf von Armagnac)
- 1020–1061: Bernard II. Tumapaler Sohn (Graf von Armagnac)
- 1061–1103: Géraud II. Sohn (Graf von Armagnac)
- 1103–1110: Bernard III. Sohn (Graf von Armagnac)
- 1110–1160: Géraud III Sohn (Graf von Armagnac)
- 1160–1193: Bernard IV. Sohn (Graf von Armagnac und Fézensac)
- 1193–1215: Géraud IV. Sohn (Graf von Armagnac und Fézensac)

Haus Lomagne:
- 1215–1219: Géraud V. Urenkel von Géraud III. (Graf von Armagnac und Fézensac, Vizegraf von Fézensaguet)
- 1219–1241: Peter Géraud Sohn (Graf von Armagnac und Fézensac)
- 1241–1243: Bernard V. Bruder (Graf von Armagnac und Fézensac)
- 1243–1255: Arnaud Othon de Lomagne Schwager Bernards V. (Graf von Armagnac und Fézensac)
- 1255–1256: Eschivat de Chabanais Schwiegersohn Arnaud Othons (Graf von Armagnac und Fézensac)
- 1256–1285: Géraud VI. Neffe Gérauds V. (Graf von Armagnac und Fézensac, Vizegraf von Fézensaguet)
- 1285–1319: Bernard VI. Sohn (Graf von Armagnac und Fézensac)
- 1319–1373: Jean I. le Bon (der Gute) Sohn (Graf von Armagnac, Fézensac und seit 1311 von Rodez)
- 1373–1384: Jean II. le Gras/le Bossu (der Fette/der Bucklige) Sohn (Graf von Armagnac, Fézensac und Rodez)
- 1384–1391: Jean III. Sohn (Graf von Armagnac, Fézensac und Rodez)
- 1391–1418: Bernard VII. Bruder (Graf von Armagnac, Fézensac, Rodez und Charolais, Connétable von Frankreich)
- 1418–1450: Jean IV. Sohn (Graf von Armagnac, Fézensac und Rodez)
- 1450–1473: Jean V. Sohn (Graf von Armagnac, Fézensac und Rodez, seit 1420 Vizegraf von Lomagne), Teilnehmer an der Ligue du Bien public
- 1473–1497: Karl Bruder (Graf von Armagnac, Fézensac und Rodez)

Haus Frankreich-Alençon:
- 1497–1525: Karl IV. (Charles IV.), Herzog von Alençon, Enkel Johanns IV.

Haus Albret:
- 1525–1549: Margarete von Angoulême, Herzogin von Alençon und Berry, dessen Ehefrau
- 1549–1572: Jeanne d’Albret, Tochter Margaretes (aber nicht Karls)

Haus Bourbon:
- 1572–1607: Heinrich III. von Navarra, deren Sohn, 1589 als Heinrich IV. König von Frankreich

Armagnac wird 1607 offiziell mit der Krone vereinigt und in die Domaine royal eingegliedert.
Haus Guise
1645 wird Armagnac der Familie Guise gegeben
- Henri de Lorraine (1601–1666), Comte d’Harcourt
- Louis de Lorraine (1641–1718), dessen Sohn, Comte d’Armagnac, de Charny et de Brionne
- Charles de Lorraine-Guise (1684–1751), dessen Sohn, Comte d’Armagnac
- Louis Charles de Lorraine (1725–1761), dessen Großneffe, Prince de Lambesc
- Charles Eugène de Lorraine (1751–1825), dessen Sohn, Prince de Lambesc